# Доња Дубица
Доња Дубица је насељено мјесто у Босни и Херцеговини, у општини Оџак, које административно припада Федерацији Босне и Херцеговине. Према прелиминарним подацима пописа становништва 2013. године, у насељу је живјело 1.472 становника.

## Географија
Сјеверно од Доње Дубице налазе се ријека Сава и уједно државна граница Босне и Херцеговине са Хрватском. Источно од села су магистрални пут Оџак - Шамац и ријека Босна.

## Историја
У Другом светском рату, усташе су почетком децембра 1944. године починиле масовне злочине у овом селу и у још неколико оближњих заселака са српском већином (Трњак, Зорице). Убијено је 752 лица, од чега 332 дјеце. Према казивању сведока Симе Зарића, „у једној кући у Трњаку у Другом свјетском рату био је покољ 242 лица, међу којима су убијени и моји рођаци. Бачени су у септичку јаму из које је врила људска крв. Сјећам се да су 1947. године из те јаме извађени сви мртви и пренесене кости на споменик у Дубицу“. У грађанском рату у БиХ, тај споменик страдалим Србима је оскрнављен.

## Црква у месту
У овом селу се налази православна црква Успења Пресвете Богородице. Уништавана је у Другом светском рату и касније у грађанском рату. Обновљена је у августу 2011.

## Становништво
| Националност       | 1991.          | 1981.          | 1971.          |
| Хрвати             | 2.137 (65,67%) | 2.155 (65,04%) | 2.141 (66,36%) |
| Срби               | 979 (30,08%)   | 944 (28,49%)   | 1.071 (33,19%) |
| Муслимани          | 1 (0,03%)      | 3 (0,09%)      | 0              |
| Југословени        | 70 (2,15%)     | 154 (4,64%)    | 1 (0,03%)      |
| остали и непознато | 67 (2,05%)     | 57 (1,72%)     | 13 (0,40%)     |
| Укупно             | 3.254          | 3.313          | 3.226          |

| Демографија | Демографија | Демографија |
| Година      | Становника  | Становника  |
| ----------- | ----------- | ----------- |
| 1961.       | 2.836       |             |
| 1971.       | 3.226       |             |
| 1981.       | 3.313       |             |
| 1991.       | 3.247       |             |
| 2013.       | 1.472       |             |